# Список керівників держав 1050 року
Список керівників держав 1049 року — 1050 рік — Список керівників держав 1051 року — Список керівників держав за роками

## Європа

### Британські острови
- Шотландія:
  - Альба (королівство) — Макбет, король (1040–1057)
- Англія — Едуард Сповідник, король (1042–1066)
- Уельс:
  - Гвент — Мейріг ап Хівел, король (1045–1055)
  - Гвінед — Грифід ап Ллівелін (1039–1063)
  - Глівісінг і Дехейбарт — Гріфід ап Рідерх, король (1047–1055)

### Північна Європа
- Данія — Свен II Естрідсен, король (1047–1074)
- Ірландія — Доннхад мак Бріайн, верховний король (1022–1064)
  - Айлех — Ніалл мак Маел Сехнайлл, король (1036–1061)
  - Дублін — Ехмарках, король (1036–1038, 1046–1052)
  - Коннахт — Аед IV, король (1046–1067)
  - Лейнстер — Діармайт мак Майл на м-Бо, король (1042–1072)
  - Міде — Конхобар Уа Маел Сехлайнн, король (1030–1073)
  - Мунстер — Доннхад мак Бріайн, король (1014–1064)
  - Ольстер — Ніалл мак Еохада, король (1016–1063)
- Ісландія — Торкель Тюрвассон, закономовець (1034–1053)
- Норвегія — Гаральд III Суворий, король (1046–1066)
- Швеція — Анунд Якоб, король (1022–1050); Емунд III Старий (1050-1060)

### Франція
Генріх I (король Франції), король (1031–1060)
- Аквітанія — Гійом VII, герцог (1039–1058)
- Ангулем — Фульк I, граф (1048–1087)
- Анжу — Жоффруа II Мартел, граф (1040–1060)
- Бретань — Конан II, герцог (1040–1066)
  - Нант — Матьє, граф (1038–1051)
- Бургундське герцогство — Роберт I, герцог (1032–1076)
- Бургундське графство — Рено I, граф (1026–1057)
- Вермандуа — Герберт IV, граф (1045–1080)
- Гасконь — Бернар II Тюмапалер, герцог (1040–1052)
- Готія — Гуго, маркіз, граф Руергу (1008–1054)
- Каркассон — П'єр Раймунд, граф (бл. 1012–1060)
- Макон — Жоффруа, граф (1049–1065)
- Мо і Труа — Ед III де Блуа, граф (1047–1066)
- Мен — Гуго IV, граф (бл. 1035–1051)
- Невер — Гійом I, граф (1040–1083)
- Нормандія — Вільгельм I Завойовник, герцог (1035–1087)
- Овернь — Гійом V, граф (бл. 1032 — бл. 1064)
- Руерг — Гуго, граф (1008–1054)
- Руссільйон — Госфред II, граф (1013–1074)
- Тулуза — Понс Гійом, граф (1037–1060)
- Шалон — Тібо, граф (1039–1065)
- Фландрія — Бодуен V Благочестивий, граф (1035–1067)

### Священна Римська імперія
Імператор Генріх III Чорний (1046–1056)
- Баварія — Конрад I фон Цютфен, герцог (1049–1053)
- Саксонія — Бернгард II, герцог (1011–1059)
- Швабія — Оттон III, герцог (1048–1057)
- Австрійська (Східна) марка — Адальберт Переможний, маркграф (1018–1055)
- Каринтія — Вельф, герцог (1047–1055)
- Лувен — Ламберт II, граф (1040–1062)
- Лужицька (Саксонська Східна) марка — Деді I, маркграф (1046–1069, 1069–1075)
- Мейсенська марка — Вільгельм Веймарський, маркграф (1046–1062)
- Північна марка — Вільгельм, маркграф (бл. 1044–1056)
- Тосканська марка — Боніфацій III (IV), маркграф (1027–1052)
- Богемія (Чехія) — Бржетислав I, князь (1034–1055)
- Штирія (Карантанська марка) — Арнольд II, маркграф (1035–1055)
- Верхня Лотарингія — Гергард I, герцог (1048–1070)
- Нижня Лотарингія — Фрідріх II, герцог (1046–1065)
- Ено (Геннегау) — Герман, граф (1039–1051)
- Намюр (графство) — Альберт II, граф (бл.1031 — бл. 1063)
- Люксембург — Гізельберт, граф (1047–1059)
- Голландія — Флоріс I, граф (1049–1061)
- Прованс:
  - Фульк Бертран, маркіз (1037–1051)
  - Емма, графиня (бл. 1037–1063)
  - Фульк Бертран, граф (1018–1051)
  - Жоффруа I, граф (1018 — бл. 1062)
- Савойя — Амадей I, граф (бл. 1047 — бл. 1051)

### ЦентральнатаСхідна Європа
- Польща — Казимир I Відновитель, князь (1039–1058)
- Рашка (Сербія):
  - Дукля (князівство) — Стефан Воїслав, жупан (1018–1050); Михайло I, жупан (1050–1077)
- Угорщина — Андраш I, король (1046–1060)
- Хорватія — Степан I, король (1030–1058)
- Київська Русь — Ярослав Мудрий, великий князь (1016–1018, 1019–1054)
  - Новгородське князівство — Володимир Ярославич, князь (1034–1052)
  - Полоцьке князівство — Всеслав Брячиславич, князь (1044–1068, 1071–1101)
  - Турово-Пінське князівство — Ізяслав Ярославич, князь (бл. 1045–1052)

### Іспанія,Португалія
- Ампуріас — Понс I, граф (1040 — бл. 1078)
- Барселона — Рамон Беренгер I Старий, граф (1035–1076)
- Безалу — Гільєрмо I Товстий, граф (1020–1052)
- Конфлан і Серданья — Рамон Віфред, граф (1035–1062)
- Леон — Фердинанд I Великий, король (1037–1065)
- Наварра (Памплона) — Гарсія III, король (1035–1054)
- Пальярс Верхній — Артау (Артальдо) I, граф (бл. 1049–1081)
- Пальярс Нижній — Рамон IV (V), граф (бл. 1047 — бл. 1098)
- Уржель — Ерменгол III, граф (1038–1065)
- Кордова (тайфа) — Абу-л Валід Мухаммад ар-Рашид, емір (1043–1064)
- Португалія — Менду III Нуньєс, граф (1028–1050/1054); Нуну II Мендіш (1050/1054-1071)

### Італія
- Венеційська республіка — Доменіко I Контаріні, дож (1043–1071)
- Беневентське князівство — Пандульф III, князь (1033–1050)
- Капуя — Пандульф IV, князь (1016–1022, 1026–1038, 1047–1050); Пандульф VI (1050-1057)
- Салерно — Гвемар IV, князь (1027–1052)
- Неаполітанський дукат — Сергій V, герцог (1042–1082)
- Папська держава — Лев IX, папа римський (1049–1054)
- Сицилійський емірат — Хасан аль-Самсам, емір (1040–1053)

### Візантійська імперія
- Візантійська імперія — Костянтин IX Мономах, імператор (1042–1055)

## Азія

### Західна Азія
- Аббасидський халіфат — Аль-Каїм Біамріллах, халіф (1031–1075)
- Буїди:
- Абу Мансур Фулад Сутун, емір Іраку і Фарсу (1048-1051)

Кавказ:
- Вірменія:
  - Карське царство — Гагік, цар (1029–1065)
  - Сюнікське царство — Смбат II Ашотян, цар (1040–1051)
  - Ташир-Дзорагетське царство — Кюрике (Гурген) II, цар (1048–1089)
- Грузія — Баграт IV, цар (1027–1072)
  - Тбіліський емірат — Мансур бен Джаффар, емір (1046–1054)
- Дербентський емірат — Мансур II ібн Абдулмалік, емір (1043–1065)
- Держава Ширваншахів — Алі III, ширваншах (1049–1050); Саллар ібн Язід, ширваншах (1050–1063)
- Шеддадіди (Гянджинський емірат) — Абу-л-Асвар Шавур I, емір (1049–1067)

### Центральна Азія
- Газнійська держава (Афганістан) — Алі ібн Масуд, султан (1049—1050); Абд ар-Рашид (1050-1052)
- Персія:
  - Раввадіди — Вахсудан Абу Мансур, емір (1019—1054)
- Середня Азія:
  - Східно-Караханідське ханство — Сулеймен Арслан, хан (1040—1056)
  - Західно-Караханідське ханство — Ібрахім ібн Наср, хан (1040—1068)
- Сельджуцька імперія — Тогрул-бек, великий султан (1038—1063)
  - Керманський султанат — Кавурд-бек, султан (1043/1048—1073)
- Західна Ся — Лі Лянцзо, імператор (1048—1068)

### Південна Азія
- Індія:
  - Венгі— Східні Чалук'я — Раджараджа Нарендра, магараджа (1022–1031, 1035–1061)
  - Держава Хойсалів — Вінаядітья, перманаді (1047–1098)
  - Імперія Пала — Наяпала, магараджа (1038–1055)
  - Камарупа — Дхарма Пала, магараджахіраджа (1035–1060)
  - Качарі — Удітья, цар (1010–1040); Прабхакар, цар (1040–1070)
  - Кашмір — Ананта, цар (1028–1063)
  - Орісса — Удіотакесарі, магараджа (1040–1065)
  - Парамара (Малава) — Бходжа, магараджа (1010–1055)
  - Соланка — Бхімадева I, раджа (1021–1063)
  - Харікела (династія Чандра) — Говіндачандра, магараджахіраджа (бл. 1020 — бл. 1050)
  - Держава Чера — Раві Варман III, магараджа (1043–1082)
  - Чола — Раджадхіраджа I, магараджа (1044–1054)
  - Ядави (Сеунадеша) — Бхіллама IV, магараджа (1045–1060)

### Південно-Східна Азія
- Кхмерська імперія — Сур'яварман I, імператор (1011–1050); Удаядітьяварман II (1050-1066)
- Дайков'єт — Лі Тхай Тонг, імператор (1028–1054)
- Далі — Дуань Сілянь, король (1044–1075)
- Паган — король Аноратха (1044–1078)
- Індонезія:
  - Джангала — Гарасакан, раджа (1045–1052)
  - Сунда — Дхармарджа, магараджа (1042–1064)

### Східна Азія
- Ляо — Сін-цзун, імператор (1031—1055)
- Японія — Ґо-Рейдзей, імператор (1045–1068)
- Китай (Імперія Сун) — Чжао Чжень, імператор (1022–1063)
- Корея:
  - Корьо — Мунджон, ван (1046–1083)

## Африка
- Альморавіди — Абдаллах ібн Ясін, імам (1039/1040—1058/1059)
- Гана — Бассі, цар (1040–1062)
- Аксум (Ефіопія) — Йемрехана Крест, імператор (1039–1079)
- Зіріди — Аль-Муїзз Шараф ад-Даула ібн Бадіс, емір (1016–1062)
- Імперія Гао — Кайна Тья-Ньомбо, дья (бл. 1040 — бл. 1070)
- Мукурра — Георгій III, цар (бл. 1030 — бл. 1080)
- Фатімідський халіфат — Маад аль-Мустансір Біллах, халіф (1036–1094)
- Канем — Аркі, маї (1035–1077)
- Хаммадіди — Каїд ібн Хаммад, султан (1028—1054)

## Північна Америка
- Маяпанська ліга — Почек-Іш-Цой (1047 — ?)